# شهر مردان مرده
شهر مردان مرده (انگلیسی: City of Dead Men) یک فیلم است که در سال ۲۰۱۴ منتشر شد. از بازیگران آن می‌توان به دیه‌گو بونتا اشاره کرد.

## خلاصه فیلم
یک جوان آمریکایی سرگردان پس سفر کردن به اقصی نقاط آمریکای جنوبی در آخر مجبور می‌شود با یک گروه قانون‌شکن در بیمارستانی متروکه با گذشته‌ای وحشتناک زندگی کند...